# Smack (rapper)
Smack, pseudonimo di Jakub Janeček (Praga, 7 giugno 1986), è un rapper ceco.

## Biografia
Smack è salito alla ribalta nel 2014 dopo aver pubblicato P'S a Love, il suo terzo album in studio, premiato ai Ceny Anděl nella categoria hip hop; riconoscimento conquistato anche dall'LP seguente Sick, uscito nel 2015. A livello commerciale è stato più fortunato P'S a Love 2, che si è assicurato il 2º posto nella CZ Albums nella prima metà del 2019.
Gli album sequel Chimera Pt. 2: Goat e Chimera Pt. 3: Snake, usciti tra il 2020 e il 2021, si sono entrambi fermati in 2ª posizione nella graduatoria ceca. L'ultimo di essi, riconosciuto con un premio ai Ceny Anděl annuali, ha prodotto la hit Další rok, classificatasi 2ª in Repubblica Ceca, bloccata dalla cima della hit parade da Stíny del connazionale Viktor Sheen.

## Discografia

### Album in studio
- 2012 – 2051
- 2013 – Hudba pro zm+dy
- 2014 – P'S a Love
- 2015 – Sick
- 2017 – Terapie
- 2019 – P'S a Love 2
- 2020 – Chimera Pt. 1: Lion
- 2020 – Chimera Pt. 2: Goat
- 2021 – Chimera Pt. 3: Snake
- 2022 – Chimera nekonečno
- 2023 – End 2 End (con Huclberry)
- 2024 – Champions (con P Money)

### EP
- 2018 – 160 EP (con Huclberry)

### Mixtape
- 2008 – Iscream Mixtape, Vol. 2 (con Shadow D)
- 2010 – Bullet Time the Mixtape
- 2013 – Iscream III (con Shadow D)

### Singoli
- 2018 – Já a mý lidi
- 2018 – Skončila Show (feat. Sergei Barracuda)
- 2018 – Jinudy
- 2020 – Sběratelský předměty
- 2020 – Vařim (feat. Hugo Toxxx)
- 2020 – Hot 16
- 2020 – Nie si trap (con Flayer Flexking)
- 2021 – Doopravdy Rich
- 2021 – V pytli (feat. White Russian, Nik Tendo & Karlo)
- 2021 – N.P.S.M. 2 (feat. Nuff)
- 2021 – Facka (con Flayer Flexking e Shimmi)
- 2023 – Molotow 2
- 2023 – Každej z vás (con Huclberry)
- 2024 – Puff puff pass (con Yzomandias e Dokkeytino)
- 2024 – Mezcal
- 2024 – Bílej jak stěna (con CMD e Joshua)